# القلعة (القفر)

تعديل مصدري - تعديل

القلعة محلة تابعة لقرية بني مفتاح، التابعة لعزلة بني سيف السافل بمديرية القفر إحدى مديريات محافظة إب في الجمهورية اليمنية، بلغ تعداد سكانها 276 حسب تعداد اليمن لعام 2004.